# باغچه‌سرای
شهر باغچه سرای (به روسی: Бахчисарай) در شبه جزیره کریمه در کشور روسیه و در ۱۰ کیلومتری سیمفروپل، پایتخت کریمه واقع شده‌است. جمعیت این شهر ۲۷٬۵۴۹ نفر  است. خانات کریمه در سال ۱۴۳۰ میلادی حکومت خود را به پایتختی باغچه‌سرای برپا کردند.